# 15 лютого
15 лютого — 46-й день року в григоріанському календарі. До кінця року залишається 319 днів (320 у високосні роки).

## Свята і пам'ятні дні

### Міжнародні
- ООН: День комп'ютерника
- ООН: Всесвітній день онкохворої дитини
- Міжнародний день операційної медичної сестри.

### Національні
- Україна: День вшанування учасників бойових дій на території інших держав (Відзначається в Україні щорічно згідно з Указом Президента № 180/2004 від 11 лютого 2004 р.)
- Сербія: День державності Республіки.
- Канада: День національного прапора (1965)

### Релігійні

#### Християнство
- День Святого Короля Освіу І (612—670).
- День Святого Зигфріда Шведського (Раннє 11 століття).
- День Блаженного Міхала Сопочко (1888—1975).

Православ'я:
- Апостола від 70-х Онисима.
- Преподнобного Пафнутія, затворника Києво-Печерського, в Дальніх печерах.
- Преподнобного Пафнутія і дочки його Єфросинії.
- Преподнобного Євсевія, пустельника Сирійського.

## Іменини
✝  Католицькі:
✙ Православні: Онисим, Пафнутій, Єфросинія, Євсевій.

## Події
- 399 до н. е. — Сократа засудили до смертної кари
- 1113 — буллою Pie postulatio voluntatis папа Пасхалій II офіційно визнав Орден Госпітальєрів
- 1574 — у Львові Іван Федоров видав найдавнішу збережену друковану книгу на сучасних українських землях — «Апостол».
- 1686 — у Парижі відбулася прем'єра опери Жана Батіста Люллі «Арміда».
- 1864 — заснована пивоварна компанія Heineken
- 1893 — у Будапешті запрацювала перша у світі «телефонна газета» Telefon Hírmondó, перший приклад електронного радіомовлення
- 1897 — К. Ф. Браун опублікував опис винайденої ним катодно-променевої трубки
- 1907 — відчинила двері Вінницька публічна бібліотека ім. Гоголя, зараз — Вінницька ОУНБ імені К. А. Тімірязєва
- 1913 — у Нью-Йорку відкрилася перша виставка авангардного мистецтва.
- 1919 — Українська Національна Рада ЗУНР ухвалила закон про вживання української мови у державних установах.
- 1920 — в Золотоноші під час Першого Зимового походу відбувся бій Кінного полку Чорних Запорожців Армії УНР з більшовиками.
- 1922 — Ґульєльмо Марконі розпочав регулярну трансляцію радіопередач із Ессекса (Англія).
- 1926 — виголошено найдовшу в історії парламентську промову (депутат Мартінсон у парламенті Естонії, 11 годин).
- 1931 — вийшов перший фільм про Дракулу.
- 1939 — в обласному ефірі новоствореної Запорізької області вперше прозвучали позивні «Радіо Запоріжжя».
- 1946 — Пенсильванський університет оголосив про створення першої у світі ЕОМ — ENIAC.
- 1949 — доповідна воєнного прокурора військ МВС Українського округу Г. Кошарського 1-му секретарю ЦК КП(б)У М. Хрущову про «грубе порушення законності» т. зв. спецгруп МДБ з наведенням конкретних прикладів побиття, зґвалтувань, грабунків селян.
- 1969 — Роберт Едвардс із Фізіологічної лабораторії Кембриджського університету вперше здійснив штучне запліднення людської яйцеклітини.
- 1971 — Велика Британія та Ірландія привели свої валюти до десяткової системи (скасовані шилінги)
- 1989 — завершено виведення «обмеженого контингенту радянських військ» з території Афганістану (розпочато 15 травня 1988).
- 1989 — у Києві утворили «Ініціативний комітет відновлення Української Автокефальної Православної Церкви в Україні».
- 2003 — початок протестів проти вторгнення коаліційних сил до Іраку.

## Народились

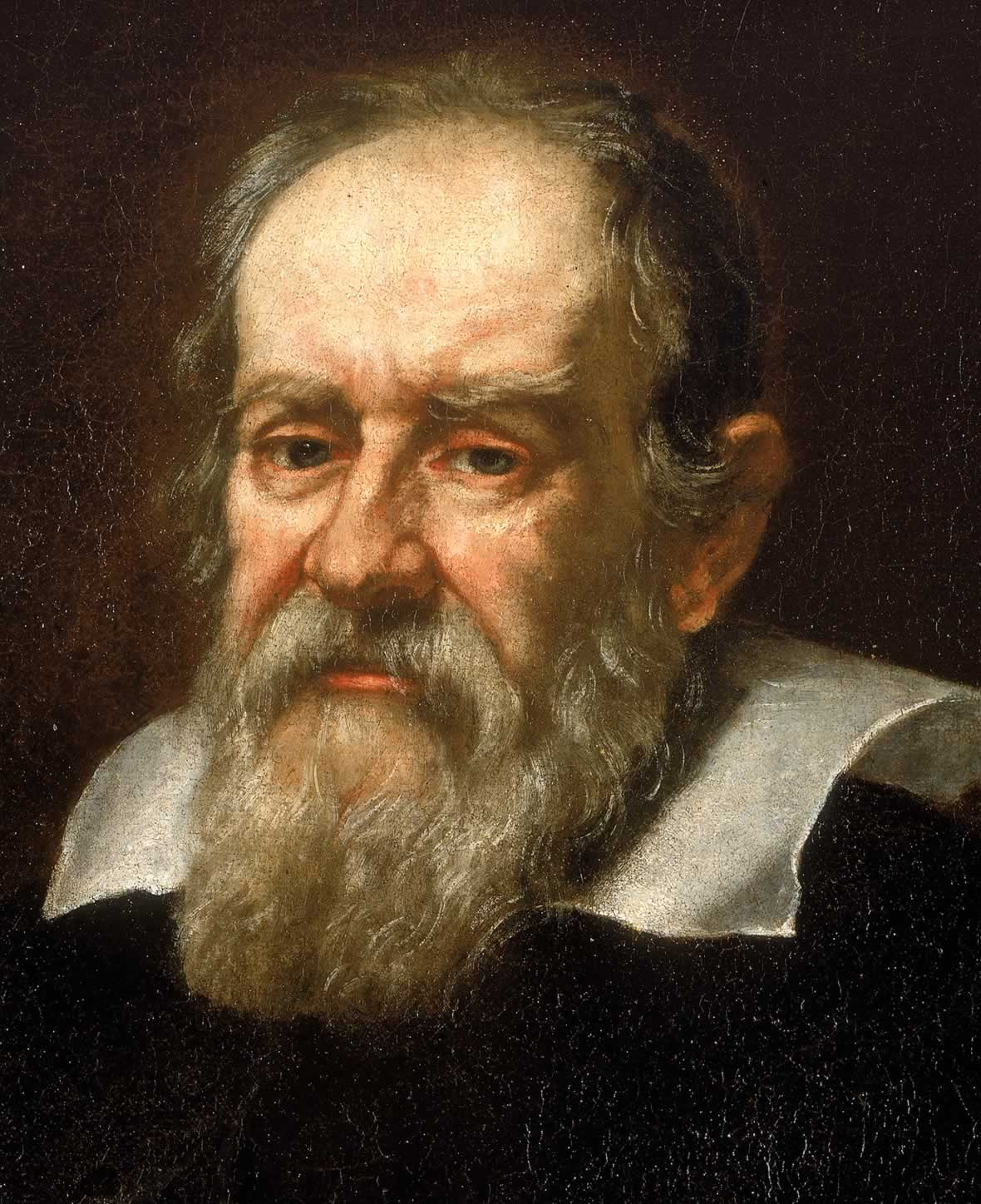
Галілео Галілей

Дивись також Категорія:Народились 15 лютого
- 1564 — Галілео Галілей, італійський філософ, фізик та астроном.
- 1698 — Йоганн Еліас Рідінгер, німецький живописець, гравер на міді, видавець.
- 1710 — Людовик XV, король Франції (1715—1774 рр.).
- 1748 — Джеремі Бентам, британський філософ.
- 1797 — Генрі Енґельґард Стейнвей, американський виробник фортепіано.
- 1817 — Шарль Франсуа Добіньї, французький художник (барбізонська школа).
- 1826 — Джордж Джонстон Стоні, ірландський фізик і математик.
- 1831 — Йозеф Главка, чеський архітектор, автор проєкту резиденції митрополитів Буковини і Далмації.
- 1856 — Еміль Крепелін, німецький психіатр, розробник систематики душевних недуг, автор культового «Керівництва з психіатрії».
- 1858 — Вільям Генрі Пікерінг, американський астроном.
- 1861 — Шарль-Едуар Гійом, французький фізик, нобелівський лауреат.
- 1873 — Ганс Ейлер-Хелпін, шведський біохімік, нобелівський лауреат.
- 1874 — Паоло Буцці, італійський письменник, один із батьків футуризму.
- 1898 — Тото (Антоніо де Куртіс Ґальярді Ґріффо Фокас, герцог Комнено ді Бізанцо), італійський кіноактор, спочатку комік, згодом знімався у Росселіні, де Сіка, Пазоліні.
- 1899 — Жорж Орік, французький композитор.
- 1910 — Ірена Сендлерова, польська соціальна працівниця, під час Голокосту врятувала понад 2500 єврейських дітей.
- 1915 — Роберт Гофстедтер, американський фізик-експериментатор, нобелівський лауреат.
- 1926 — Мійоко Мацутані, японська письменниця.
- 1933 — Володимир Савченко, український письменник-фантаст.
- 1940 — Катерина Крупенникова, українська кіноакторка.
- 1944 — Джохар Дудаєв, лідер чеченського визвольного руху у 1990-х роках, перший президент Чеченської Республіки Ічкерія (†1996).
- 1947 — Джон Адамс, американський композитор.
- 1951 — Джейн Сеймур, американська кінозірка.
- 1952 — Олександр Муратов, український кінорежисер.
- 1953 — Анатолій Хостікоєв, народний артист України, актор Національного академічного драмтеатру ім. І.Франка.
- 1954 — Віталій Бабак, ректор Національного авіаційного університету.
- 1954 — Мет Ґрейнінґ, мультиплікатор, творець, творчий консультант і продюсер культових мультсеріалів «Сімпсони» і «Футурама».
- 1974 — Александр Вюрц, австрійський автогонщик, пілот «Формули-1».
- 1974 — Ольга Навроцька, українська дизайнерка, режисерка, фотографиня, стилістка, письменниця та власниця бренду NAVRO.
- 1995 — Олександр Чуб, український військовослужбовець. Учасник російсько-української війни. Герой України.

## Померли
Дивись також Категорія:Померли 15 лютого
- 706 — Тиберій III, імператор Візантії
- 1549 — Содома, італійський художник епохи Відродження
- 1637 — Фердинанд II, імператор Священної Римської імперії
- 1781 — Готгольд Ефраїм Лессінг, німецький письменник
- 1833 — Микола Гнідич, український письменник, вчений і театральний діяч
- 1846 — Отто Коцебу, російський мореплавець німецького походження, який здійснив три навколосвітні подорожі
- 1857 — Михайло Глінка, російський композитор
- 1892 — Федір Білоус, український громадський, культурно-освітній діяч, педагог
- 1916 — Геннадій Ладиженський, український маляр.
- 1928 — Якоб Смітс, голландсько-фламандський художник.
- 1939 — Кузьма Петров-Водкін, російський художник.
- 1959 — Оуен Віланс Річардсон, англійський фізик, лауреат Нобелівської премії з фізики 1928 року.
- 1965 — Нет «Кінґ» Коул, американський співак і музикант
- 1979 — Павло Шандрук, український військовий діяч, генерал-хорунжий Армії УНР, командувач Української Національної Армії
- 1981 — Карл Ріхтер, німецький диригент.
- 1988 — Річард Фейнман, американський фізик, один з творців квантової електродинаміки. Лауреат Нобелівської премії з фізики (1965, разом з Синітіро Томонагою і Джуліаном Швінгером).
- 2004 — Герман Гогебак, німецький військовий льотчик-ас
- 2006 — Сунь Юньсюань, китайський політик, очолював уряд Республіки Китай.
- 2022 — Микола Бушин, український історик, професор.
- 2024 — Кейні Лінн Картер, американська модель і порноакторка.